# Winnezeele

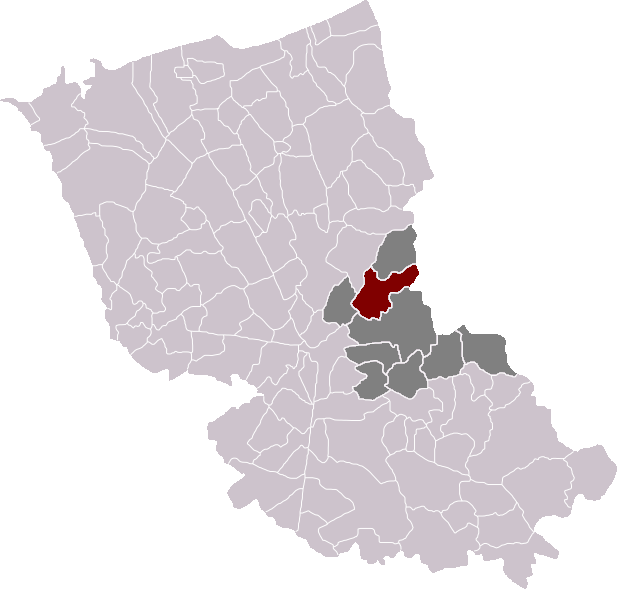
Localització de Winnezeele

Winnezeele (en neerlandès Winnezele, en flamenc occidental Winnezele) és un municipi francès, situat a la regió dels Alts de França, al departament del Nord, que forma part de la Westhoek. L'any 2006 tenia 1.214 habitants. Limita al nord amb Herzeele, al nord-est amb Houtkerke, a l'oest amb Oudezeele, a l'est amb Poperinge i al sud amb Steenvoorde.

## Llocs d'interés
- Església de Sant Martí
- Tombes de víctimes de les dues guerres mundials als cementiri municipal
- Els vestigis d'un antic castell de mota i pati (monument llistat)

## Demografia
| Evolució de la població |       |       |       |       |       |       |       |       |
| 1793                    | 1800  | 1806  | 1821  | 1831  | 1836  | 1841  | 1846  | 1851  |
| 1 430                   | 1 488 | 1 512 | 1 457 | 1 457 | 1 370 | 1 445 | 1 501 | 1 502 |

| 1856  | 1861  | 1866  | 1872  | 1876  | 1881  | 1886  | 1891  | 1896  |
| ----- | ----- | ----- | ----- | ----- | ----- | ----- | ----- | ----- |
| 1 454 | 1 426 | 1 350 | 1 434 | 1 480 | 1 466 | 1 491 | 1 476 | 1 463 |

| 1901  | 1906  | 1911  | 1921  | 1926  | 1931  | 1936  | 1946  | 1954  |
| ----- | ----- | ----- | ----- | ----- | ----- | ----- | ----- | ----- |
| 1 390 | 1 410 | 1 295 | 1 365 | 1 331 | 1 304 | 1 326 | 1 305 | 1 182 |

| 1962  | 1968  | 1975 | 1982 | 1990 | 1999  | 2006 | 2011 | 2016 |
| ----- | ----- | ---- | ---- | ---- | ----- | ---- | ---- | ---- |
| 1 109 | 1 033 | 988  | 957  | 998  | 1 108 | -    | -    | -    |

| 2019 | - | - | - | - | - | - | - | - |
| ---- | - | - | - | - | - | - | - | - |
| -    | - | - | - | - | - | - | - | - |

## Administració
| Període | Identitat    | Partit |
| ------- | ------------ | ------ |
| 2001-   | Paul Dequidt |        |